# マティルデ・フォン・ザクセン (979-1025)
マティルデ・フォン・ザクセン（ドイツ語：Mathilde von Sachsen, 979年夏 - 1025年11月4日）は、神聖ローマ皇帝オットー2世とテオファヌの三女。

## 生涯
マティルデは生後間もなく、エッセン修道院に送られた。エッセン修道院はマティルデより30歳ほど年上の従姉マティルデ（父の異母兄リウドルフの娘）が修道院長をしており、マティルデは修道院で成長した。おそらくマティルデは良い結婚相手が見つからず、この修道院にとどまり修道院長となる予定であったと考えられる。マティルデの姉アーデルハイトとゾフィーもクヴェードリンブルク修道院やガンダースハイム修道院で育ち、後にそれぞれの修道院長となっている。エッセン修道院長マティルデも女子修道院で教育を受け、修道院長となった。
しかしマティルデは姉たちとは異なり、皇女の相手としては明らかに身分が低いロートリンゲン宮中伯エッツォと結婚した。メルゼブルクのティートマールによると、この結婚は多くの人々の不満を生み、弟オットー3世はまず多くの財産を与えることでこの家族に対し十分な生活水準を保証してあげなくてはならなかったという。結婚がいつ行われたかは不明であるが、991年または993年であると考えられている。この不釣り合いな結婚の理由については不明である。ブラウヴァイラー修道院の年代記によると、若年のオットー3世が、もしもチェスで自分を倒したら望みを叶えるとエッツォと約束し、エッツォはマティルデと結婚したいという望みを伝えた、という逸話がエッツォ家の創始に関して伝えられているという。母后テオファヌはこの結婚を許可した。そしてエッツォはエッセン修道院に行き、修道院長マティルデが引き渡しを拒んだにもかかわらず、マティルデを修道院から連れ出した。後に、エッツォが以前からひそかにマティルデと恋仲にあった、あるいは武力で修道院からマティルデを連れ出したが、後にチェスの試合を通してそれを認めたという話が伝わった。
チェスに勝った話は明らかに作り話であり、母テオファヌが結婚に同意したことと、エッセン修道院長マティルデが皇族出身の後継者を失ってしまうことからマティルデの引き渡しを渋ったことだけが事実のようである。テオファヌの同意なしには結婚は行われなかったかったからである。実際には、オットー3世の権力を固めるための政治的目的によるものであったとみられる。エッツォあるいは当時まだ存命であったエッツォの父親は、実際にはそれほど低い身分ではなかったのである。エッツォの一族はライン川下流およびモーゼル川下流に広大な領地をもち、すでにカロリング朝時代から貴族であった可能性がある。また、エッツォの母はシュヴァーベン公家の出身であった。その財産と支持者の多さから、エッツォの一族は公爵と同等であり、その領地は帝国の西の国境付近にあったのである。マティルデとエッツォの結婚により、テオファヌはこの有力な一族と王家とを結びつけたのある。
チェスの試合によって認められた結婚であり、エッツォはマティルデより20歳ほど年上であったが、この結婚は恐らく幸せなものであったと思われ、2人の間には10人の子女が成人した。
マティルデがオットー3世から受け取った持参金は、オットー3世の死後に次の皇帝ハインリヒ2世により不当に没収された。マティルデの息子たちがハインリヒ2世よりもオットー3世に近い血縁であったこととこれが関係しているかどうかは不明である。この不法な行為により、マティルデの夫エッツォはこの後10年間対立し、1012年のオーダーンハイムの戦いにおいてエッツォがハインリヒ2世が送った軍を破ったことで終結した。加えて、ハインリヒ2世が、ポーランド王と姻戚関係を結ぶことで東部の政情を安定させたいと考えていたことも、エッツォとハインリヒ2世との和解につながった。ハインリヒ2世には子女がなく、エッツォとマティルデの娘をポーランド王と結婚させようと考えたのである。この和解により、エッツォはデュースブルク、カイザースヴェーアトおよびザールフェルトを含む領地を受け取った。
エッツォがアーヘンでロートリンゲン貴族と会議を行っていた時、マティルデはエッツォの弟ヘルマンのもとを訪れていた間にエヒェツェ（エヒツ）で突然死去した。マティルデはエッツォと共に創建したブラウヴァイラー修道院に埋葬された。

## 子女
- リウドルフ（ルドルフ）（1031年没） - ズトフェン領主、バイエルン公コンラート1世の父
- オットー2世（1047年没） - シュヴァーベン公（1045年 - 1047年）
- ヘルマン2世（995年頃 - 1056年） - ケルン大司教（1036年 - 1056年）
- リヒェツァ（995/1000年 - 1063年） - ポーランド王ミェシュコ2世と結婚
- テオファヌ（997年頃 - 1058年） - エッセン女子修道院長、ゲルレスハイム女子修道院長
- ゾフィー（1031年以前没）
- マティルデ - ディートキルヒェン女子修道院長、ヴィリヒ女子修道院長
- アーデルハイト - 修道女、ニヴェルの女子修道院長と考えられる。
- イダ（1060年没） - カピトール丘の聖母マリア女子修道院長、ブルンズハウゼン女子修道院長
- ハイルヴィヒ - ノイス、ディートキルヒェンおよびヴィリヒの女子修道院長